# Gulistan (district)
Pour les articles homonymes, voir Golestan.
Gulistan ou Golestan  est l'un des onze districts de la province de Farâh en Afghanistan.
Sa population, composée d'environ 80 % de Pashtouns, de 20 % de Tajiks, était estimée à 53 780 habitants en octobre 2004.
La capitale administrative du district est Gulistan, située à une altitude de 1 434 m dans la partie montagneuse du district.
En septembre 2005, les Talibans ont pris brièvement le contrôle de ce district aux Forces afghanes de sécurité après de lourds combats.